# Townsend Saunders
Townsend Saunders (n. 20 aprilie 1967, White Sands National Park⁠(d), New Mexico, SUA) este un luptător ce a reprezentat Statele Unite ale Americii, medaliat olimpic. A participat la 2 ediții ale Jocurilor Olimpice (1992, 1996) în care a câștigat o medalie de argint.